# Ronald Bell
Ronald Bell (Youngstown, 1 de noviembre de 1951 - Islas Vírgenes, 9 de septiembre de 2020) fue un músico, compositor, productor y cantante estadounidense, reconocido por haber sido uno de los miembros fundadores de la agrupación Kool & The Gang y por haber escrito su canción más popular, "Celebration".

## Biografía

### Carrera
Interesado en la música jazz desde su juventud, Bell fue uno de los creadores de la agrupación The Jazziacs con su hermano Robert, la primera encarnación de Kool & The Gang. Aportando su voz y tocando el saxofón, publicó con el grupo su primer disco en 1969 y participó como músico, compositor y productor durante gran parte de la trayectoria de la agrupación. Escribió y produjo populares canciones de Kool & The Gang como "Celebration", "Jungle Boogie", Cherish" y "Open Sesame". En una entrevista, aseguró que escribió la letra de "Celebration" después de leer apartes de La Biblia en un cuarto de hotel.

### Vida personal y fallecimiento
Bell era musulmán y recibió el nombre de Khalis Bayyan por el imán Warith Deen Mohammed. Estuvo casado con Tia Sinclair Bell y tuvo seis hijos. El músico falleció en su casa en las Islas Vírgenes Estadounidenses el 9 de septiembre de 2020 a los sesenta y ocho años. Aunque no se especificó una causa, su muerte fue descrita como repentina.